# Ешелонування (авіація)
У управлінні повітряним рухом ешелонування— це концепція, яка полягає у забезпеченні мінімальної безпечної відстані між літаками з метою зниження ризику зіткнень, а також запобігання аваріям через другорядні фактори, такі як турбулентність за слідом. Ешелонування також застосовується щодо рельєфу місцевості, перешкод і контрольованого повітряного простору, де повітряне судно повинно утримуватись на мінімальній відстані від заданого блоку повітряного простору; наприклад, усі літаки повинні отримати дозвіл від диспетчера, який «володіє» певним сектором повітряного простору, перед входженням до нього.

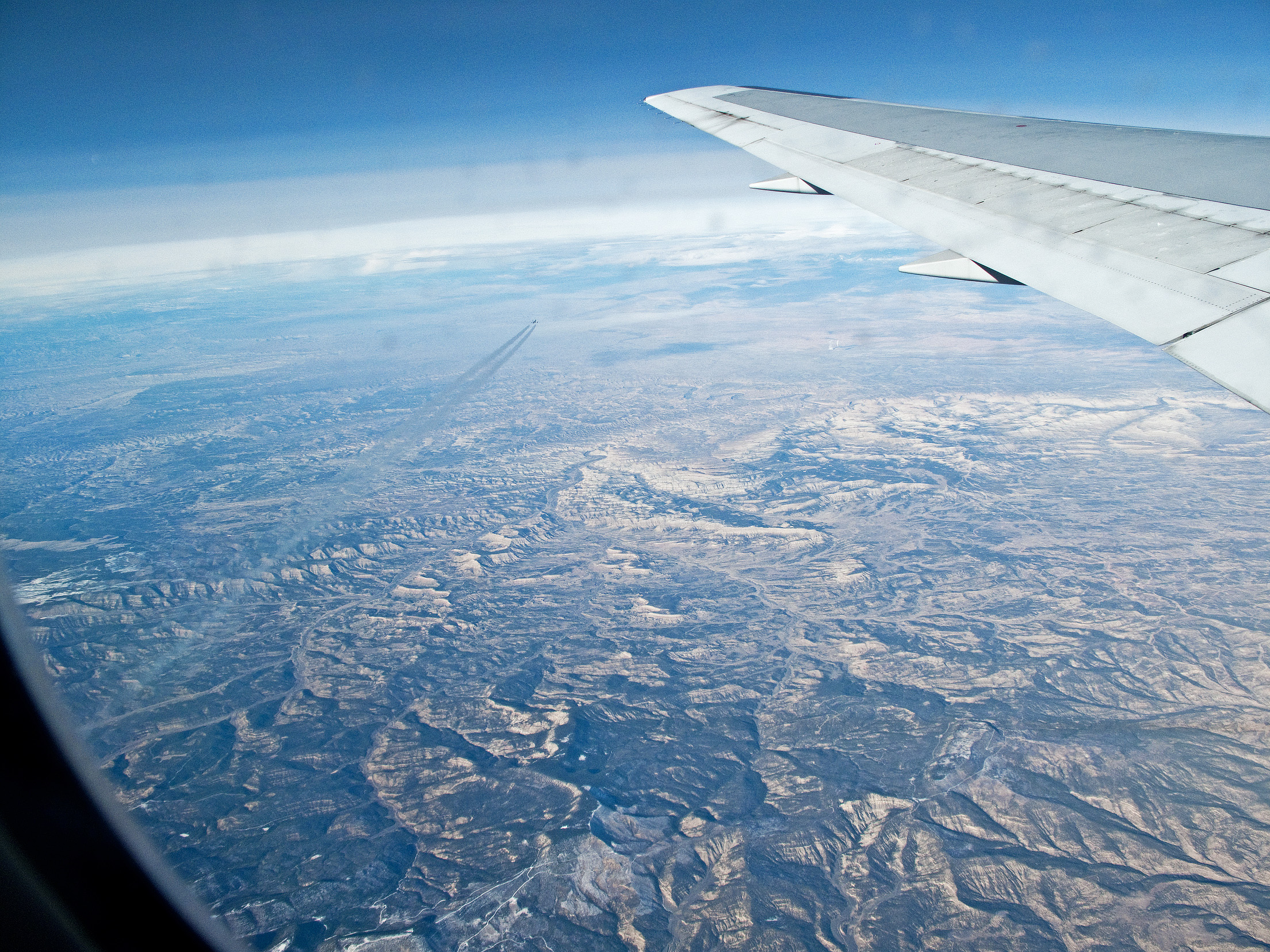
Ешелонування на крейсерській висоті (літак проходить знизу).

Диспетчери УПР застосовують правила, які називаються мінімумами ешелонування, для забезпечення цієї відстані. Пара літаків, до яких ці правила були застосовані, вважається розділеною — отже, ризик їхнього зіткнення є незначним. Якщо ешолонування між двома літаками порушується, така ситуація називається конфліктом.
Коли одне повітряне судно слідує за іншим або прямує позаду, застосовуються мінімальні відстані з урахуванням турбулентності за слідом, яка виникає через вихори на закінцівках крила ведучого літака. Ці мінімальні відстані залежать від відносного розміру обох повітряних суден. Найбільш критично це проявляється під час фінального заходу на посадку, коли менший літак слідує за більшим. Для цього застосовуються категорії турбулентності за слідом.

## Необхідність
Поширеною хибною думкою є те, що диспетчери УПР завжди відповідають за ешелонування всіх літаків. Насправді потреба в ешелонування залежить від класу повітряного простору, в якому перебуває повітряне судно, та від правил польоту, за якими здійснюється політ. Як зазначає FAA (США): Пілот несе остаточну відповідальність за підтримання відповідної дистанції та положення літака в термінальній зоні з метою уникнення турбулентності за слідом від попереднього повітряного судна.
Існує три набори правил, за якими може здійснюватися політ:
- Правила візуального польоту (VFR)
- Спеціальні правила візуального польоту (SVFR)
- Правила польоту за приладами (IFR)

Пасажирські рейси майже завжди виконуються за IFR, оскільки ці правила дозволяють політ за умов низької видимості (наприклад, у хмарах). Натомість значна частина приватної авіації у легких літаках виконується за VFR, оскільки це потребує нижчого рівня підготовки пілота та наявності метеоумов, у яких пілот може бачити та уникати інші повітряні судна. Як випливає з назви, SVFR — це спеціальні правила, які використовуються рідко. Для потреб ешелонування диспетчери прирівнюють SVFR до IFR.
Повітряний простір поділяється на сім класів — від A до G у порядку зменшення рівня контролю. Класи A–E — це контрольований повітряний простір, а клас G — неконтрольований повітряний простір. У класах A і B усі повітряні судна повинні бути відокремлені одне від одного. У класі G немає вимоги щодо ешелонування. У проміжних класах ешелонування залежить від того, за якими правилами виконується політ. Наприклад, у класі D літаки IFR розділяються з іншими IFR, але не з VFR, і VFR не розділяються між собою.

## Вертикальне ешелонування
Між поверхнею землі та висотою 29 000 футів (8 800 м) жодне повітряне судно не повинно наближатися до іншого ближче ніж на 300 метрів по вертикалі, якщо не застосовується якась форма горизонтального ешелонування. (Примітка: у країнах, де висота вимірюється у футах, використовується мінімум 1000 футів, а не 984,252 футів, що відповідає 300 метрам.)
Вище 29 000 футів (8 800 м) мінімальна вертикальна відстань між повітряними суднами має становити не менше 600 метрів (або 2000 футів), за винятком повітряного простору, де застосовується RVSM.

### RVSM (Reduced vertical separation minima)
У певному повітряному просторі, між 29 000 і 41 000 футів (12 500 м), пари літаків, обладнаних сучасними альтиметрами та автопілотами, можуть бути розміщені з мінімальним вертикальним ешелонуванням у 1 000 футів (300 м), замість стандартних 2 000 футів (600 м).
Повітряний простір RVSM охоплює Європу, Північну Америку, частини Азії та Африки, а також обидва океани — Тихий і Атлантичний. У таких зонах вертикальне ешелонування у 1000 футів дозволяється до ешелону FL410 (41 000 футів), а від FL410 до FL600 (60 000 футів) застосовується ешелонування у 2000 футів. Для військових літаків, які летять вище FL600, незалежно від RVSM, повинне застосовуватися ешелонування в 5000 футів.
У разі застосування MARSA (Military Assumes Responsibility for Separating Aircraft) військові повітряні судна можуть діяти за власними правилами, які мають пріоритет над усіма вищезазначеними. При MARSA диспетчери забезпечують безпеку лише блоку повітряного простору навколо групи військових літаків. Вони розглядаються як одне повітряне судно і позначаються єдиним трек-ідентифікатором на екрані диспетчера.

## Горизонтальне ешелонування
Якщо два повітряні судна знаходяться ближче одне до одного, ніж дозволено мінімумами вертикального ешелонування, тоді має застосовуватись якась форма горизонтального ешелонування.

### Процедурне ешелонування
Процедурне ешелонування, або більш технічно — часове ешелонування, ешелонування, що застосовується під час забезпечення процедурного контролю, базується на позиціях повітряних суден і визначається винятково за часом. Це не обов’язково вимагає використання радара для забезпечення диспетчерського управління з процедурними мінімумами ешелонування. У процедурному управлінні будь-який період, коли два літаки не розділені по вертикалі, називається "зміною ешелону". В окремих випадках процедурні мінімальні відстані можуть застосовуватися із допомогою радара, однак це не слід плутати з власне радіолокаційним ешелонуванням, оскільки такий радар може не мати сертифікації для прямого визначення розділення — у цьому випадку ешелонування все ще вважається процедурним.

#### Бічне ешелонування
Бічне ешелонування має застосовуватися таким чином, щоб відстань між ділянками запланованих маршрутів, на яких забезпечують бічне ешелонування ПС, ніколи не була меншою за встановлену відстань з урахуванням навігаційних похибок і величини встановленого буфера.
Мінімальні відстані бічного ешелонування зазвичай ґрунтуються на визначенні позиції повітряних суден візуально, методом числення координат, за даними внутрішніх навігаційних систем або радіонавігаційних засобів (маяків).
У разі використання маяків для того, щоб вважатися бічно розділеними, повітряні судна повинні знаходитись на визначеній відстані від маяка (вимірюється за часом або за допомогою DME), а їх маршрути до чи від маяка мають розходитися на мінімальний кут.
Інші випадки бічного ешелонування можуть бути визначені географією наперед встановлених маршрутів, наприклад, у Північноатлантичній маршрутній системі.

#### Поздовжнє ешелонування
Якщо повітряні судна не розділені бічно та слідують маршрутами, які відхиляються менш ніж на 45 градусів (або збігаються), вважається, що вони летять по одному маршруту — тоді повинне застосовуватись поздовжнє ешелонування.
Повздовжнє ешелонування застосовують таким чином, щоб відстань між розрахунковими місцями знаходження ПС, які ешелонуються, ніколи не була меншою ніж встановлений мінімум.
Поздовжнє ешелонування може базуватись на часі або відстані, виміряній через DME. Золоте правило — правило 10 хвилин: два повітряних судна, що слідують одним маршрутом, не повинні наближатися одне до одного ближче ніж на 15 хвилин польоту. В районах із хорошим покриттям навігаційних засобів це знижується до 10 хвилин; якщо провідне судно летить швидше, ця відстань може бути ще меншою — залежно від різниці в швидкості.
Літаки, траєкторії яких перетинаються під кутом понад 45°, вважаються такими, що «перетинаються», і поздовжнє ешелонування в такому випадку не застосовується, оскільки невдовзі знову встановиться бічне ешелонування.

### Радіолокаційне ешелонування
Радіолокаційне ешелонування застосовується диспетчером, який спостерігає, що радіолокаційні відгуки від двох повітряних суден розділені мінімально допустимою горизонтальною відстанню, що відображається на відповідним чином відкаліброваній радарній системі. Реальна дистанція може варіюватися: 5 морських миль (9,26 км) є типовою в зоні маршруту, 3 морські милі — у термінальних зонах. Іноді застосовують 10 морських миль — особливо на великій відстані або в районах з менш надійним покриттям.
Як практичний приклад, правила FAA США викладено в документі FAA Order 7110.65, де мінімальні відстані залежать від типу повітряного судна, відстані до антени радара, типу радара, ешелону тощо.

### Зменшене ешелонування
У деяких випадках диспетчери можуть зменшити ешелонування нижче встановлених мінімумів, якщо результати відповідної оцінки з безпеки показали, що рівень безпеки буде підтримуватися на прийнятному рівні та після проведення попередніх консультацій з користувачами.

#### У районі аеродрому
Диспетчери аеродромного або «вежового» управління працюють у високих вежах із великими вікнами, що дозволяє їм у гарну погоду бачити літаки, які знаходяться поблизу аеродрому — за винятком тих, що злітають або перебувають у зонах, невидимих з вежі (наприклад, гелікоптер, що злітає з рампи). Також, літаки в зоні аеродрому зазвичай летять з меншою швидкістю. Тому, якщо диспетчер бачить обидва повітряні судна, або якщо обидва літаки підтверджують, що бачать один одного, або якщо слідуюче повітряне судно бачить провідне, диспетчер може зменшити стандартне ешелонування до рівня, достатнього для запобігання зіткненню.
У рамках проєкту SESAR організація Eurocontrol оптимізує відстані ешелонування, зменшуючи їх з 3 до 2,5 морська миля (5,6 до 4,6 км). Симуляції показали, що це збільшило пропускну здатність на ~14% для смуги 14 в аеропорту Цюрих, яка не має швидкісних з’їздів, що збільшує час зайнятості смуги.

## Конфлікти
Конфлікт — це подія, під час якої два або більше повітряних судна втрачають мінімально допустиме ешелонування. Сам по собі цей факт не означає, що судна перебувають у безпосередній небезпеці зіткнення. Проте мінімальні відстані ешелонування встановлені з метою зниження ризиків, тому одне з головних завдань диспетчера — не допустити виникнення такої ситуації.
Конфлікти виявляються асистентами з даних, які повідомляють про них диспетчерам. Асистенти також можуть запропонувати способи вирішення конфлікту, однак диспетчер не зобов’язаний дотримуватись цих вказівок.
Конфлікт виникає, коли відстань між повітряними суднами порушує встановлені критерії — зазвичай це 5 морських миль (9 км) по горизонталі та/або 1 000 фут (300 м) по вертикалі. Ці значення визначають зону захисту повітряного судна — об’єм повітряного простору навколо нього, в який не повинне входити жодне інше судно.

### Локальний конфлікт
Локальний конфлікт виникає, якщо два або більше літаків пролітають певну задану точку. Вважається, що локальний конфлікт наявний, якщо виконуються принаймні одна з таких умов:
- Часова відстань між повітряними суднами становить 4 хвилини або менше, або
- Просторова відстань між ними становить 30 одиниць польоту (тобто 30 морських миль) або менше.

### Конфлікт на зустрічних курсах
Конфлікт на зустрічних курсах виникає, коли два повітряних судна летять назустріч одне одному з протилежних напрямків. Диспетчер може виявити такий конфлікт за інформацією на плановий стрипах, перевіривши:
- Чи летить одне судно з пункту A до пункту B, а інше — з пункту B до A;
- Чи результати порівняння часу проходження першим літаком точки A з часом другого над точкою B (і навпаки) показують ешелонування менше 4 хвилин у будь-який момент польоту;
- Чи порівняння висот першого літака над точкою A з другим над B (і навпаки) показує ешелонування менше ніж 30 одиниць польоту (морських миль) у будь-який момент польоту.